# Франклин (округ, Флорида)
Фра́нклин (англ. Franklin county) — округ штата Флорида Соединённых Штатов Америки. На 2000 год в нём проживало 11 057 человек. По оценке бюро переписи населения США в 2005 году население округа составляло 11 177человек. Окружным центром является город Апалачикола.

## История
Округ Франклин был основан в 1832 году. Он был назван в честь Бенжамина Франклина, известного ученого, издателя и писателя.